# Samarcanda/Canzone per Sergio
Samarcanda/Canzone per Sergio è un singolo di Roberto Vecchioni, pubblicato dalla Philips nel 1977.

## Tracce
Lato A
Testi e musiche di Roberto Vecchioni.
1. Samarcanda

Lato B
Testi e musiche di Roberto Vecchioni.
1. Canzone per Sergio

## I singoli

### Lato A
Samarcanda è una delle canzoni più rappresentative di Vecchioni, il cui testo racconta la storia di un soldato che alla fine della guerra, durante una parata celebrativa, pensa di vedere "una nera signora", che metaforicamente rappresenta la morte, e scappa verso Samarcanda con un cavallo. Conclusosi il tragitto verso Samarcanda, lì il soldato ritrova "la nera signora".

### Lato B
Canzone per Sergio, dedicata al fratello, notaio a Lipari, al quale il cantautore scrive una lettera, parlando degli amici che lo cercano «...ci contiamo e manchi sempre tu...» e di problemi più esistenziali, anche se il fine ultimo è probabilmente quello di cementare la coesione tra fratelli dal momento che il padre è venuto a mancare.